# Victor-Félix Bernadou

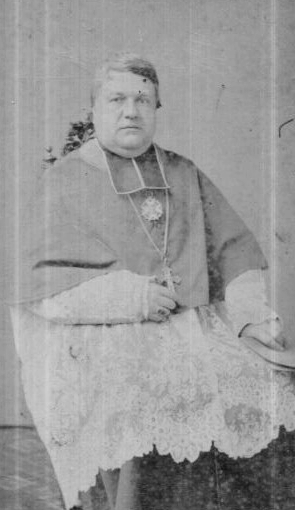
Victor-Félix Bernadou als Erzbischof von Sens (1870)

Victor-Félix Bernadou (* 25. Juni (Anm.) 1816 in Castres, Frankreich; † 15. November 1891 in Sens) war ein französischer Geistlicher und Erzbischof von Sens und Kardinal.

## Leben
Bernadou studierte am Priesterseminar Saint-Sulpice in Paris und empfing am 19. Dezember 1840 die Priesterweihe. Danach ging er in das Bistum Algier nach Algerien, um dort pastorale Tätigkeiten auszuüben. 1847 wurde er Kanonikus und Erzpriester des dortigen Domkapitels.
Im April 1862 folgte mit der Wahl zum Bischof von Gap die Rückkehr nach Frankreich. Die Bischofsweihe spendete ihm am 29. Juni desselben Jahres Jean-Joseph-Marie-Eugène de Jerphanion, Erzbischof von Albi. Mitkonsekratoren waren Louis-Antoine Pavy, Bischof von Algier, und Jean-Jacques Bardou, Bischof von Cahors. Die Amtseinführung fand am 10. Juli statt. Papst Pius IX. ernannte ihn 1866 zum Päpstlichen Thronassistenten. Im Mai 1867 wurde er zum neuen Erzbischof von Sens gewählt und trat das Amt im Juli desselben Jahres an. Von 1869 bis 1870 nahm Bernadou als Konzilsvater am Ersten Vatikanischen Konzil teil. Während des Deutsch-Französischen Kriegs schrieb er an den deutschen Reichskanzler Otto von Bismarck und bat um Verschonung seiner Bischofsstadt Sens, in der bereits zahlreiche Kirchen zu Krankenhäusern umfunktioniert worden waren.
Papst Leo XIII. nahm ihn im Konsistorium am 7. Juni 1886 als Kardinalpriester von Santa Trinità dei Monti ins Kardinalskollegium auf. Fünf Jahre später, im November 1891, starb Victor-Félix Bernadou im Alter von 75 Jahren und wurde in der Kathedrale von Sens beigesetzt.

## Sukzessionslinie
Kardinal Bernadou war einer der Bischöfe, die nicht zur sogenannten Rebibalinie gehörten, sondern zur Linie des Kardinals Guillaume d’Estouteville.
- Kardinal Guillaume d’Estouteville
- Papst Sixtus IV.
- Papst Julius II.
- Kardinal Raffaele Riario
- Papst Leo X.
- Kardinal Alessandro Farnese
- Kardinal Francesco Pisani
- Kardinal Alfonso Gesualdo
- Papst Clemens VIII.
- Kardinal Pietro Aldobrandini
- Kardinal Laudivio Zacchia
- Kardinal Antonio Barberini
- Erzbischof Nicolò Guidi di Bagno
- Erzbischof François Harlay de Champvallon
- Kardinal Louis-Antoine de Noailles
- Bischof Jean-François Salgues de Valderies de Lescure
- Erzbischof Louis-Jacques Chapt de Rastignac
- Erzbischof Christophe de Beaumont du Repaire
- Kardinal César-Guillaume de la Luzerne
- Erzbischof Gabriel Cortois de Pressigny
- Erzbischof Jean-Paul-Gaston de Pins
- Erzbischof Jean-Joseph-Marie-Eugène de Jerphanion
- Kardinal Victor-Félix Bernadou